# Chippewa (Wisconsin)
Chippewa – miasto w Stanach Zjednoczonych, w stanie Wisconsin, w hrabstwie Ashland.